# Ligue de football de Champagne-Ardenne
 (mai 2024).
Si vous disposez d'ouvrages ou d'articles de référence ou si vous connaissez des sites web de qualité traitant du thème abordé ici, merci de compléter l'article en donnant les références utiles à sa vérifiabilité et en les liant à la section « Notes et références ».
La Ligue de Champagne-Ardenne de football est un organe fédéral dépendant de la Fédération française de football créé en 1989 et chargé d'organiser les compétitions de football au niveau de la région Champagne-Ardenne.
La Ligue est créée en 1919, sous le nom de Ligue de Champagne de football association. Elle regroupe les clubs de Champagne dans cinq districts (Aisne, Aube, Haute-Marne, Marne et Yonne). Le district des Ardennes remplace en 1920 celui de l'Yonne , passé à la Ligue de Bourgogne-Franche-Comté, qui vient de se créer. En 1922, la Ligue de Champagne fusionne avec la Ligue d'Île-de-France (Aisne, Oise, Seine-et-Marne) et devient la Ligue du Nord-Est de football association. Supprimée en 1942, la ligue du Nord-Est est remis en place à la fin de la guerre. En 1967, les départements de l'Aisne et de l'Oise  quittent la ligue pour rejoindre la nouvelle Ligue de Picardie de football. La Ligue change son nom en 1989, pour être en adéquation avec la région sur laquelle elle se calque. À la suite des réformes territoriales, elle est fusionnée en 2017 dans la nouvelle Ligue de football du Grand-Est.
La LCAF qui a son siège à Reims, compte actuellement quatre districts calqués sur les départements des Ardennes, de l'Aube, de la Marne et de la Haute-Marne. Le président de la Ligue est Jean-Claude Hazeaux depuis le 11 octobre 2008.
La principale compétition organisée par la Ligue est le championnat de Division d'Honneur de Champagne-Ardenne qui donne le droit à son vainqueur de participer au championnat de France amateur. La Ligue s'occupe également d'organiser les premiers tours de la Coupe de France de football et de gérer le football féminin régional.

## Histoire
Le 10 janvier 1967, la Fédération française de football crée deux nouvelles Ligues, la Ligue Atlantique et la Ligue de Picardie. Les clubs Picards, à l’exception de ceux de la Somme, qui appartenaient alors à la Ligue du Nord-Est intègrent la deuxième. La Ligue du Nord-Est est alors limitée à la région Champagne-Ardenne mais n'en prend le nom qu'en 1989.
Avec la fusion des régions entrée en vigueur le 1er janvier 2016, la ligue de football de Champagne-Ardenne fusionne six mois plus tard avec la ligue lorraine de football.

## Palmarès

### Palmarès national des clubs de la Ligue
| Stade de Reims Championnat de France (6) : 1949, 1953, 1955, 1958, 1960 et 1962 Coupe de France (2) : 1950 et 1958 Challenge des champions (4) : 1955, 1958, 1960 et 1966 Coupe Charles Drago (1) : 1954 | CS Sedan Ardennes Coupe de France (2) : 1956 et 1961 Challenge des champions (1) : 1956 |

Domination en Champagne-Ardenne depuis 1925
- De 1925 à 1935 : Champion de la Division d'Honneur du Nord-Est.
- De 1935 à 1940 : Club le mieux classé en division nationale.
- De 1939 à 1943 et 1944-1945 : Club le mieux classé en championnat de guerre.
- De 1943 à 1944 : Information non connue.
- Depuis 1945 : Club le mieux classé en division nationale.

* FCB est l'abréviation de Football Club de Braux.

### Palmarès régional
| Saison                     | Division d'Honneur        | Division d'Honneur Régionale                              | Coupe de Champagne-Ardenne | Division d'Honneur Féminine |
| Ligue du Nord-Est          | Ligue du Nord-Est         | Ligue du Nord-Est                                         | Ligue du Nord-Est          | Ligue du Nord-Est           |
| -------------------------- | ------------------------- | --------------------------------------------------------- | -------------------------- | --------------------------- |
| 1926                       | SC Rémois                 | -                                                         | -                          | -                           |
| 1927                       | SC Rémois                 | -                                                         | -                          | -                           |
| 1928                       | FC Braux                  | -                                                         | -                          | -                           |
| 1929                       | US Deux-Vireux            | -                                                         | -                          | -                           |
| 1930                       | US Deux-Vireux            | -                                                         | -                          | -                           |
| 1931                       | US Deux-Vireux            | -                                                         | -                          | -                           |
| 1932                       | US Deux-Vireux            | -                                                         | -                          | -                           |
| 1933                       | US Deux-Vireux            | -                                                         | -                          | -                           |
| 1934                       | US Deux-Vireux            | -                                                         | -                          | -                           |
| 1935                       | Stade de Reims            | -                                                         | -                          | -                           |
| 1936                       | Énergie Troyenne          | -                                                         | -                          | -                           |
| 1937                       | AS Saint-Dizier-Marnaval  | -                                                         | -                          | -                           |
| 1938                       | SC Rémois                 | -                                                         | -                          | -                           |
| 1939                       | Stade de Reims R          | -                                                         | -                          | -                           |
| 1946                       | -                         | -                                                         | CO Châlons-en-Champagne    | -                           |
| 1947                       | Stade de Reims R          | -                                                         | CO Châlons-en-Champagne    | -                           |
| 1948                       | Stade de Reims R          | -                                                         | FOC Reims                  | -                           |
| 1949                       | AS Saint-Dizier-Marnaval  | -                                                         | AS Verrerie Reims          | -                           |
| 1950                       | UA Sedan-Torcy            | -                                                         | US Pont-Sainte-Maxence     | -                           |
| 1951                       | Stade de Reims R          | -                                                         | Stade de Reims             | -                           |
| 1952                       | Olympique Saint-Quentin   | -                                                         | AS Troyenne et Savinienne  | -                           |
| 1953                       | US Biette                 | -                                                         | AS Verrerie Reims          | -                           |
| 1954                       | ES Pure-Messempré         | -                                                         | Stade de Reims             | -                           |
| 1955                       | AS Troyenne et Savinienne | -                                                         | US Biette                  | -                           |
| 1956                       | AS Beauvais-Marissel      | -                                                         | UA Sedan-Torcy             | -                           |
| 1957                       | AS Biette                 | -                                                         | Stade de Reims             | -                           |
| 1958                       | SC Noyon                  | -                                                         | UA Sedan-Torcy             | -                           |
| 1959                       | Olympique Saint-Quentin   | -                                                         | Stade de Reims             | -                           |
| 1960                       | AS Beauvais-Marissel      | -                                                         | UA Sedan-Torcy             | -                           |
| 1961                       | EAC Chaumont              | -                                                         | SAC Montataire             | -                           |
| 1962                       | OFC Charleville           | -                                                         | UA Sedan-Torcy             | -                           |
| 1963                       | Stade Compiégnois         | -                                                         | Stade de Reims             | -                           |
| 1964                       | CO Saint-Dizier           | -                                                         | Stade de Reims             | -                           |
| 1965                       | Olympique Saint-Quentin   | Poule A : AS Romilly Poule B : UAFC Soissons              | Olympique Saint-Quentin    | -                           |
| 1966                       | AS Beauvais-Marissel      | Poule A : SAC Montataire Poule B : AC Mouzon              | RC Epernay                 | -                           |
| 1967                       | SC Noyon                  | Poule A : US Revinoise Poule B : Prémium Sports           | -                          | -                           |
| 1968                       | AC Mouzon                 | AS Mohon                                                  | Stade de Reims             | -                           |
| 1969                       | Stade de Reims R          | -                                                         | Stade de Reims             | -                           |
| 1970                       | AC Mouzon                 | -                                                         | RC Paris-Sedan             | -                           |
| 1971                       | US Eclaron                | -                                                         | CS Sedan Ardennes          | -                           |
| 1972                       | RC Epernay                | -                                                         | CS Sedan Ardennes          | SA Vitryats                 |
| 1973                       | EAC Chaumont R            | -                                                         | Stade de Reims             | Stade de Reims              |
| 1974                       | US Revinoise              | -                                                         | CS Sedan Ardennes          | ES Vitryats                 |
| 1975                       | RC Epernay                | -                                                         | Stade de Reims             | ES Vitryats                 |
| 1976                       | Troyes AF R               | -                                                         | Stade de Reims             | SA Vitry                    |
| 1977                       | USM Romilly               | -                                                         | EAC Chaumont               | SA Vitry                    |
| 1978                       | CO Châlons-en-Champagne   | -                                                         | EAC Chaumont               | Stade de Reims              |
| 1979                       | SC Marnaval               | -                                                         | CO Saint-Dizier            | FC Grauves                  |
| 1980                       | US Eclaron                | -                                                         | SC Tinqueux                | AS Sault-les-Rethel         |
| 1981                       | ES Blagny-Carignan        | -                                                         | CS Sedan Ardennes          | ES Vitryats                 |
| 1982                       | US Vendeuvre              | -                                                         | PL Troyes                  | AS Sault-les-Rethel         |
| 1983                       | OFC Charleville           | -                                                         | ES Mussy-Plaines           | ES Vitryats                 |
| 1984                       | PL Troyes                 | -                                                         | SC Tinqueux                | AS Sault-les-Rethel         |
| 1985                       | CO Saint-Dizier           | -                                                         | AS La Neuvillette          | AS Sault-les-Rethel         |
| 1986                       | CS Sedan Ardennes R       | -                                                         | RC Cheminots Troyes        | Stade de Reims              |
| 1987                       | A Troyes AC               | -                                                         | -                          | Stade de Reims              |
| 1988                       | CO Saint-Dizier R         | -                                                         | A Troyes AC                | Castors Bleus Saint-Dizier  |
| 1989                       | RC Epernay                | -                                                         | OFC Charleville            | MJ Cormontreuil             |
| Ligue de Champagne-Ardenne |                           |                                                           |                            |                             |
| 1990                       | CO Châlons-en-Champagne   | -                                                         | CS Sedan Ardennes          | Stade de Reims              |
| 1991                       | CS Sedan Ardennes R       | Poule A : OFC Charleville R Poule B : SA Vitry            | OFC Charleville            | Stade de Reims              |
| 1992                       | A Troyes AC R             | Poule A : AS Messempré Poule B : US Vendeuvre             | CO Saint-Dizier            | AS Saint-Memmie             |
| 1993                       | ESR Sainte-Anne           | Poule A : SC Tinqueux Poule B : JS Vaudoise               | OFC Charleville            | A Troyes AC                 |
| 1994                       | Stade de Reims            | Poule A : Stade de Reims Poule B : AS Savinienne          | ESR Sainte-Anne            | US Magenta                  |
| 1995                       | OFC Charleville R         | Poule A : ES Blagny Carignan Poule B : SC Marnaval        | CO Saint-Dizier            | AS Saint-Memmie             |
| 1996                       | FC Chaumont               | Poule A : US Fumay Poule B : FC Nogentais                 | CO Châlons-en-Champagne    | Stade de Reims              |
| 1997                       | SC Tinqueux               | Poule A : CO Saint-Dizier Poule B : A Troyes AC R         | CO Châlons-en-Champagne    | A Troyes AC                 |
| 1998                       | Stade de Reims R          | Poule A : USA Le Chesne Poule B : ES Vertus               | Stade de Reims             | A Troyes AC                 |
| 1999                       | RCS La Chapelle           | Poule A : Rethel SF                                       | Stade de Reims             | Olympique Torcy Sedan       |
| 2000                       | CO Châlons-en-Champagne   | Poule A : ES Courcy Poule B : AS Arcis                    | RCS La Chapelle            | Saint-Memmie Olympique      |
| 2001                       | Stade de Reims R          | Poule A : CS Sedan Ardennes R                             | CS Sedan Ardennes          | Stade de Reims              |
| 2002                       | Rethel SF                 | Poule A : AS Taissy Poule B : Châlons ASPTT               | ES Troyes AC               | ES Troyes AC                |
| 2003                       | RC Épernay Champagne      | Poule A : SA Sézanne Poule B : SC Marnaval                | OFC Charleville            | Sainte-Anne Carnot Reims    |
| 2004                       | AS Taissy                 | Poule A : Stade de Reims R Poule B : FC Chaumont          | OFC Charleville            | CS Sedan Ardennes           |
| 2005                       | Stade de Reims R          | Poule A : Vitry SA Poule B : SC Marnaval                  | OFC Charleville            | CS Sedan Ardennes           |
| 2006                       | ESR Sainte-Anne           | Poule A : RC Épernay Champagne Poule B : Châlons ASPTT    | CS Sedan Ardennes          | Chaumont ASPTT              |
| 2007                       | CO Saint-Dizier           | Poule A : Bogny FC Poule B : ES Troyes AC R               | Stade de Reims             | Chaumont ASPTT              |
| 2008                       | ESR Sainte-Anne           | Poule A : Cormontreuil MJEP Poule B : SC Marnaval         | RCS La Chapelle            | Mardeuil Féminin            |
| 2009                       | SC Marnaval               | Poule A : Châlons Marocains Poule B : Ay CS               | -                          | ES Troyes AC                |
| 2010                       | AS Prix-lès-Mézières      | Poule A : Chalons ASPTT Poule B : Football Barsequanais   | -                          | Chaumont ASPTT              |
| 2011                       | FC Chaumont               | Poule A : Olympique Torcy Sedan Poule B : AFM Romilly     | -                          | ES Troyes AC                |
| 2012                       | RC Épernay Champagne      | Poule A : US Bazeillaise Poule B : FC Saint-Mesmin        | -                          | ES Troyes AC                |
| 2013                       | Stade de Reims R          | Poule A : SF Rethel Poule B : AS Sainte Savine-Rivière    | -                          | ES Troyes AC                |
| 2014                       | AS Sainte Savine-Rivière  | Poule A : US Bazeillaise Poule B : Espérance Saint-Dizier | -                          | Saint-Memmie Olympique      |